# Hypographa hiracopis
Hypographa hiracopis är en fjärilsart som beskrevs av Edward Meyrick 1890. Hypographa hiracopis ingår i släktet Hypographa och familjen mätare. Inga underarter finns listade i Catalogue of Life.